# Bacharach
Bacharach é uma cidade da Alemanha localizada no distrito de Mainz-Bingen, estado da Renânia-Palatinado. A cidade está situada às margens do rio Reno, à 48 km ao sul de Koblenz. Pertence ao Verbandsgemeinde de Rhein-Nahe.
|  |

Tradicionalmente, a cidade teria sido fundada nos tempos pré-romanos, possivelmente pelos celtas. O nome original seria Baccaracum. Todavia, o primeiro documento evidenciando sua existência data de 923.
Um de seus principais monumentos é o castelo de Stahleck.

## Cidades-irmãs
- Overijse, na Bélgica;
- Santenay, na França.